# The Lost Son
The Lost Son, Alternativtitel Der Zorn des Jägers, ist ein Kriminalfilm von Chris Menges aus dem Jahr 1999. Er entstand in französisch-britisch-US-amerikanischer Koproduktion.
Der französische Privatermittler Xavier Lombard wird von einer Familie mit der Suche nach ihrem verschwundenen Sohn beauftragt und kommt bei den Nachforschungen einem Kinderhändlerring auf die Spur.

## Handlung
Der Pariser Polizist Xavier Lombard verlor Frau und Tochter durch den Anschlag eines Drogenbosses, den er anschließend vermeintlich in Notwehr erschoss. Einziger Zeuge war damals sein Kollege Carlos, dessen Aussage ihn vor dem Gefängnis bewahrte. Lombard kehrte Paris den Rücken und arbeitet seither als Privatermittler in London. Er hält sich mehr schlecht als recht über Wasser und hat eine Beziehung zur Prostituierten Nathalie, die wie er aus Paris kommt. Eines Tages trifft Lombard Carlos wieder, der einen Auftrag für ihn hat. Die reichen jüdischen Eheleute Mr. und Mrs. Spitz – Carlos ist mit Tochter Deborah verheiratet – vermissen seit einem Monat ihren Sohn Leon und beauftragen Lombard mit Nachforschungen. Der nimmt den Fall an, der leicht zu lösen scheint. Leon gilt als drogenabhängig.
Erste Nachforschungen führen Lombard zu Emily, die sich als Geliebte Leons entpuppt. Sie hat ihn ebenfalls vor einem Monat zum letzten Mal gesehen. Damals brachte er den Jungen Shiva zu ihr und bat sie, auf ihn aufzupassen. Zudem gab er ihr eine Videokassette, die sie aufbewahren sollte. Leon war dem „Österreicher“ auf der Spur, der Kinderhandel betreibt, und hatte Shiva befreien können. Auf der Kassette befinden sich Szenen, in denen Shiva vergewaltigt wird. Lombard weiht Nathalie in seine Nachforschungen ein und sie recherchiert in ihrem Umfeld, wobei sie Lombard als potenziellen Kunden des Österreichers ausgibt. Es gelingt ihr, einen Kontakt zu den Abnehmern des Österreichers herzustellen. Lombard „bestellt“ einen Jungen bei ihnen, den er in Emilys Obhut gibt, nachdem er zwei der drei Kontaktmänner getötet hat. Obwohl er Nathalie telefonisch warnt, sich in Sicherheit zu bringen, wird sie von den Kinderhändlern ermordet.
Von einem der Kontaktmänner hat Lombard erfahren, dass der Österreicher Friedman heißt und sich in einem Dorf in Mexiko aufhält. Bevor er nach Mexiko aufbrechen kann, bittet ihn die Familie Spitz zum Gespräch. Deborah, die seit Beginn der Ermittlungen gegen Lombard Stimmung gemacht hat, hat vom Tod des Drogenbosses in Paris und der subjektiven Zeugenaussage ihres Mannes erfahren. Weil sie Lombard für nicht glaubwürdig hält und denkt, dass er ihre Familie nur ausnimmt, entzieht die Familie Lombard den Fall. Er reist auf eigene Faust nach Mexiko, wo er Friedman ausfindig machen kann. Er wird von ihm und seinen Männern gefangen genommen und misshandelt. Friedman gibt zu, Leon getötet zu haben. Lombard gelingt es freizukommen und Friedman und seine Männer zu töten. Anschließend rettet er die auf Friedmans Farm befindlichen Kinder. Zurück in London berichtet er der Familie Spitz vom Tod Leons. Die Familie ist erschüttert, wird Lombard jedoch eine reiche Abfindung für seine Arbeit geben und auch für Shiva sorgen, den Leon gerettet hatte.
Lombard ahnt, dass er den wahren Hintermann noch nicht gefunden hat. Er lässt Emily auf seinen Anrufbeantworter eine Nachricht mit der Bitte um Kontakt unter ihrer Adresse sprechen, die tatsächlich heimlich abgehört wird. In der Nacht erscheinen Fremde bei Emily, die sich mit Lombard und den Kindern in ihrem Haus verschanzt hat. Bei einem der beiden Männer handelt es sich um Carlos, der von den Jungen als Österreicher wiedererkannt wird. Er war es, der Leon tötete und auch Lombards Familie umgebracht hat. Am Ende ist es Shiva, der Carlos tötet; auch der zweite Mann kommt um.
Die jüdische Gemeinde begeht die Trauerfeier für Leon. Deborah sucht Lombard auf, der kurz vorbeischaut. Sie wusste, dass Carlos in Machenschaften verwickelt war, jedoch nicht, in welche. Lombard verzeiht ihr nicht, weil sie durch ihr Schweigen am Ende auch Nathalies Tod mitverantwortet hat.

## Produktion
The Lost Son wurde unter anderem in London und Felixstowe sowie in Los Angeles und verschiedenen Orten im Bundesstaat Arizona gedreht. Die Kostüme schuf Rosie Hackett, die Filmbauten stammen von John Beard.
The Lost Son kam am 21. April 1999 in die französischen Kinos und war ab 25. Juni 1999 auch in den britischen Kinos zu sehen. In Deutschland lief er am 25. Mai 2000 an. Am 4. Dezember 2000 zeigte das ZDF den Film unter dem Titel Der Zorn des Jägers erstmals im deutschen Fernsehen.

## Kritiken
Für den film-dienst war The Lost Son ein „sensibel gestalteter Film, der das heikle Thema dadurch in den Griff bekommt, dass er es in eine klassische und spannende Detektivgeschichte einfügt“. Für die Berliner Zeitung fängt der Film zwar stark an, so aktualisiere Menges „anfangs den existenzialistischen Aspekt des Kinodektektivs, sein Geworfensein, liebevoll“ und „inszeniert […] hübsche Miniaturen darüber, wie man heute allein in der Großstadt lebt, sammelt Indizien für Lombards höfliche Entfremdung“, doch zeige sich bald, dass der Regisseur „sein brisantes Thema nicht in den Griff bekommt.“ Mit dem Finale, in dem Shiva Selbstjustiz an Carlos übt, „verrät der Film endgültig seine letztlich doch rechtschaffenen Intentionen“.